# Kyseľ

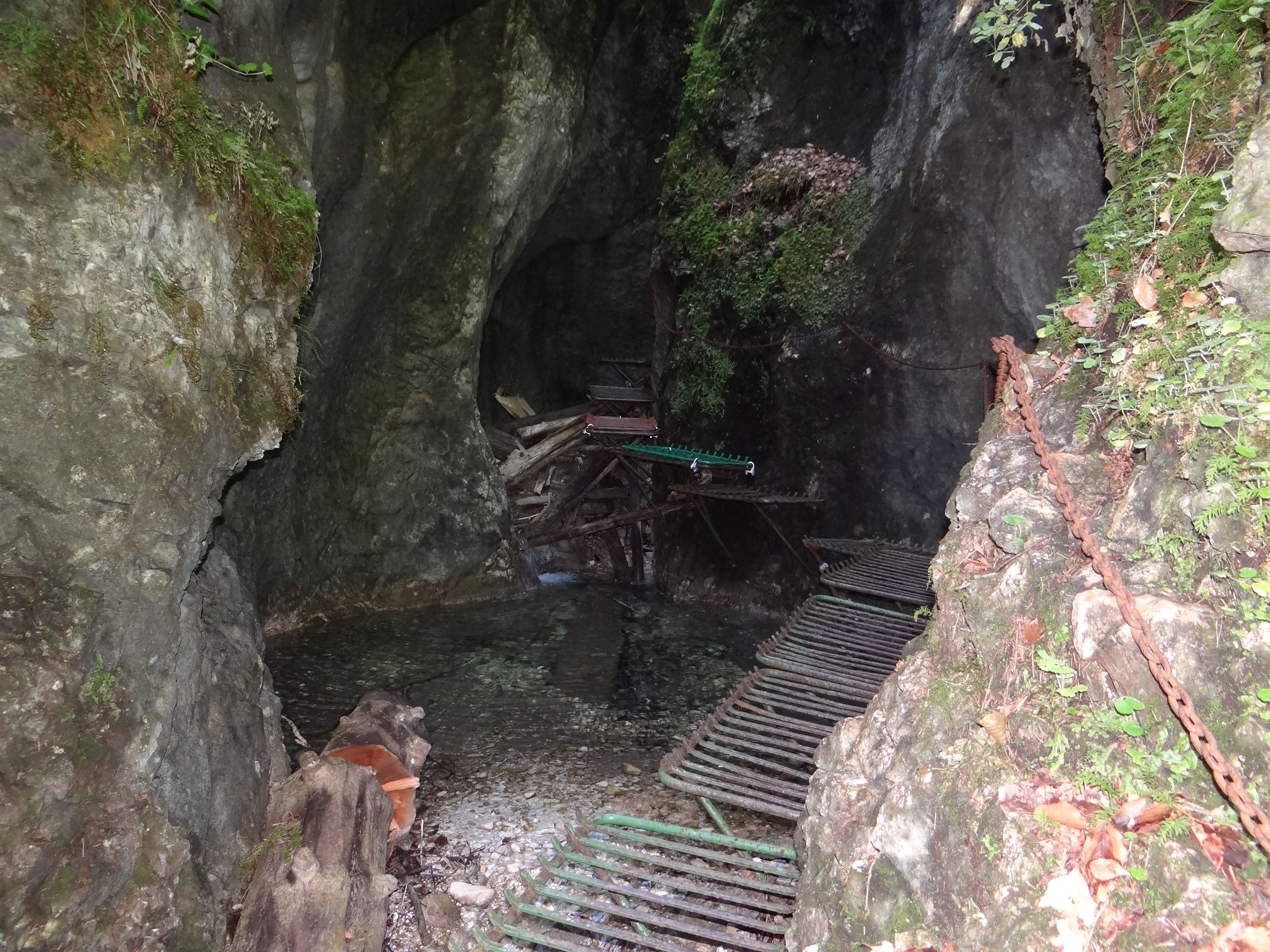

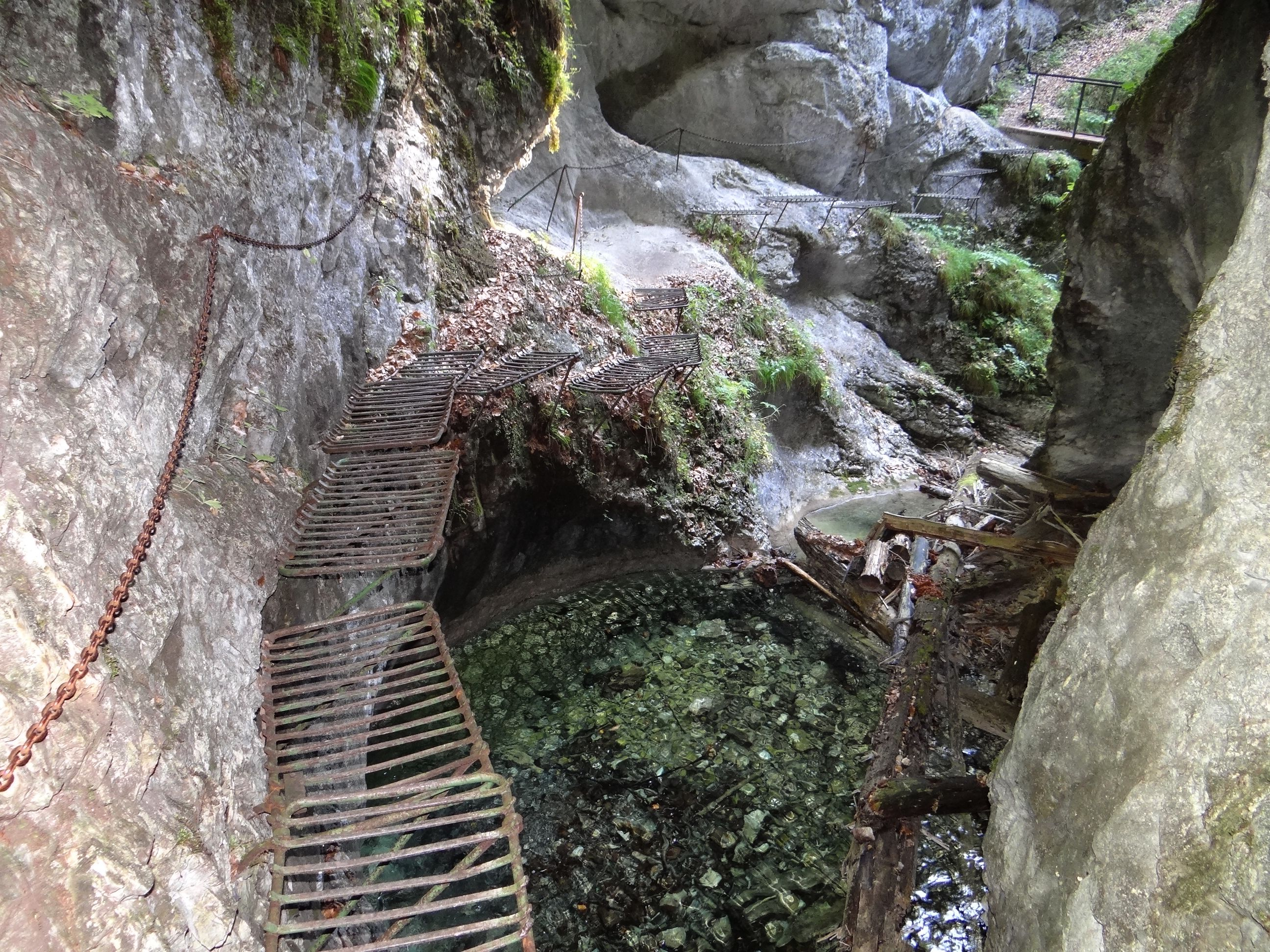

Kyseľ – wapienny wąwóz w północnej części Słowackiego Raju.
Znajduje się na płaskowyżu Glac po południowo-zachodniej stronie Klastoriska. Jest to głęboki kanion, którym spływa potok Kyseľ uchodzący do Bieleho potoku. W górnej części Kyseľ rozgałęzia się na dwa wąwozy: Malý  Kyseľ i Veľký  Kyseľ. Obydwie te odnogi są udostępnione do zwiedzania, wąwóz Kyseľ natomiast dostępny jest turystycznie tylko w górnej części (do wodospadów).
Kyseľ znajduje się blisko turystycznych miejscowości Słowackiego Raju (Spišské Tomášovce, Smižany), dla turystyki udostępniony został jednak późno. Pierwszą próbę przejścia wąwozem podjęto 27 czerwca 1900, całym wąwozem po raz pierwszy przeszedł dopiero Kazimierz Kozlovski z towarzyszami 27 sierpnia 1907. Aby jednak możliwe było udostępnienie go dla turystów, należało wykonać specjalne przejścia. W 1925 wykonano pierwsze drabinki i kładki, a w 1927 udostępniono omijany dotąd fragment nad Obrovskym vodopadom.
Wąwozem Kyseľ prowadzi krótki żółty szlak turystyczny odgałęziający się od niebieskiego szlaku turystycznego z Kláštoriska do skrzyżowania szlaków Suchá Belá, záver. Jest to szlak jednokierunkowy. Początkowo prowadzi po orograficznie lewej stronie potoku Kyseľ, później drabinkami prowadzi do górnej części progu, z którego spadają 3 wodospady: Barikadový vodopad, Kaplnkový vodopad i Obrovský vodopad. Można je oglądać tylko z góry, z metalowej kładki. Później szlak prowadzi prawą stroną potoku, miejscami również dnem potoku. Na tym odcinku znajduje się jeszcze vodopád Karolínyho.
Dawniej szlak prowadził również dolną częścią wąwozu Kyseľ, od ujścia Bieleho potoku. Progi wodospadów pokonywał metalową drabinką. Jednak w dniach 16 i 17 lipca 1976 w pożarze spalił się las na lewym brzegu wąwozu (góra Pirť). Z powodu zagrożenia spadającymi drzewami i skałami odcinek ten zamknięto do odwołania, udostępniając trasę zastępczą. Drabinki przy wodospadach zdemontowano.
Od 1976 cały rejon wąwozu Kysel wraz z odnogami Malý Kyseľ i Veľký  Kyseľ objęte zostały ochroną ścisłą jako rezerwat przyrody Kyseľ.
19 sierpnia 2016 roku wąwóz Kysel został po 40 latach ponownie udostępniony turystom w postaci via ferraty. Przejście wymaga posiadania sprzętu do asekuracji. Wstęp jest płatny. Wąwóz jest otwierany od 15.06 do 30.10.

## Szlak turystyczny
(jednokierunkowy): rozdroże przy niebieskim szlaku (Kláštorisko – Suchá Belá, záver) – vodopady – Kyseľ, rázcestie.